# Express Yourself
"Express Yourself" é uma canção da artista musical americana Madonna, contida em seu quarto álbum de estúdio, Like a Prayer (1989). A faixa lançado como o segundo single do álbum em 9 de maio de 1989 pela Sire, sendo posteriormente incluída nos álbuns de compilação The Immaculate Collection (1990) e Celebration (2009), e no extended play (EP) Remixed Prayers (1989). Foi composta e produzida pela intérprete com o auxílio de Stephen Bray. A sua gravação ocorreu no estúdio Johnny Yuma em Burbank, na Califórnia, bairro de Los Angeles. Foi a primeira música gravada por Madonna e Bray para o disco, feita como um tributo para a banda estadunidense Sly and the Family Stone. A principal inspiração da faixa é o empoderamento feminino, sugerindo mulheres para não escolherem uma segunda opção, e para colocarem seu amor à prova.
Musicalmente, "Express Yourself" é uma canção dance-pop que apresenta instrumentação composta por tambores, palmas eletrônicas e batidas de tambores, enquanto o refrão é sustentado pelo som de saxofones e percussão. As letras da faixa fala sobre rejeitar coisas materiais e aceitar apenas o melhor para si mesmo; subtextos também são percebidos na canção. A música recebeu aclamação por parte da crítica especializada, que elogiou a mensagem de igualdade da faixa, e a reconheceu como o "hino para a liberdade e para o encorajamento de mulheres e dos fracos e oprimidos". Foi um sucesso comercial, liderando as tabelas musicais do Canadá, da Itália e da Suíça, ao passo que classificou-se entre as cinco canções mais executadas na Austrália, na Áustria, na Bélgica e em outras oito nações. Nos Estados Unidos, tornou-se a terceira música de Madonna a atingir a vice-liderança da Billboard Hot 100. Além de ter sido a sexta canção da artista a liderar a tabela musical europeia European Hot 100 Singles.
O vídeo musical correspondente, dirigido por David Fincher, foi baseado no longa-metragem Metrópolis (1927) e estreou em 17 de maio de 1989 na MTV. Foi o vídeo musical de maior custo da época, com 5 milhões de dólares sendo gastos em sua produção; atualmente, é o terceiro vídeo mais caro de todos os tempos. O vídeo apresenta Madonna como uma mulher glamorosa e masoquista chefe de grande uma empresa, onde trabalham homens musculosos. No final do vídeo musical, ela escolhe um deles — interpretado por Cameron Alborzian — como seu parceiro. Análises da mídia especializada aclamaram o vídeo e concluíram que a imagem masculina de Madonna refere-se à igualdade. Entretanto, outros comparam a cena em que Madonna coloca a mão em sua virilha com o passo similar feito por Michael Jackson. Consequentemente, a gravação foi nomeada para cinco prêmios nos MTV Video Music Awards de 1989, vencendo nas categorias de Best Cinematography, Best Direction e Best Art Direction.
A cantora apresentou "Express Yourself" como o número de abertura dos MTV Video Music Awards de 1989 e em suas turnês Blond Ambition (1990), Girlie Show (1993), Re-Invention (2004), Sticky & Sweet (2008-09) e MDNA (2012). A faixa e seu vídeo musical têm sido notados como objetos sexuais e libertadores; sua natureza pós-moderna interessou diversos acadêmicos devido à sua definição de resistência. A música foi regravada por artistas como Kelly Clarkson, e foi uma das principais influências no trabalho de diversos grupos e artistas, como Melanie C (do grupo feminino Spice Girls), Christina Aguilera e Lady Gaga.

## Antecedentes
"A mensagem da canção é que as pessoas sempre devem dizer o que querem. A razão das relações não funcionarem é porque elas têm medo. Esse tem sido o meu problema em todos os meus relacionamentos. Tenho certeza de que as pessoas me veem como uma pessoa franca, e na maioria das vezes, se eu quiser alguma coisa, eu procuro e acho. Mas às vezes você sente que se você pedir demais ou pedir a coisa errada a alguém que você gosta, essa pessoa não vai mais gostar de você. Assim você acaba se alto-censurando. Tenho sido culpada em cada relacionamento significativo que eu já tive. Quando eu aprender a não me editar será quando eu me considerar uma adulta completa.

—Madonna falando sobre a mensagem da canção com Stephen Holden, do jornal The New York Times.
"Express Yourself" foi lançada como o segundo single do quarto álbum de estúdio da cantora, Like a Prayer, em 9 de maio de 1989, com "The Look of Love" — da trilha sonora do filme de 1987 Who's That Girl — servindo como o seu lado B. Quando começou a trabalhar em Like a Prayer, a artista considerou muitas opções para o projeto, e pensou sobre as direções musicais para o material. Ela tinha algumas questões em sua mente, incluindo o relacionamento conturbado com o seu ex-marido Sean Penn, sua família, a perda de sua mãe quando criança e até mesmo a sua crença em Deus. Madonna pensou nas ideias líricas para as canções sobre temas que, até então, eram mediações pessoais que não haviam sido compartilhados anteriormente com seu público de forma tão aberta e incisiva. Ela chegou à conclusão de que, ao passo em que ela e seus fãs estava crescendo, era a hora certa de se afastar do apelo adolescente e atingir um público-alvo mais vasto, encaixando isso na longevidade do álbum. Madonna queria que seu novo som fosse calculista e queria que indicasse o que estava na moda, montando a tendência da mudança musical.
Enquanto Madonna considerava suas alternativas, os produtores Patrick Leonard e Stephen Bray haviam começado individualmente a criar várias faixas instrumentais e ideias musicais para apresentar à cantora como consideração. "Express Yourself" foi a primeira música que Madonna e Bray criaram para Like a Prayer, tendo composto e produzido a faixa como uma homenagem à banda estadunidense Sly and the Family Stone. A principal inspiração por trás da canção é o empoderamento feminino, exortando as mulheres a nunca irem "para a segunda opção" e sempre colocando seu amor "à prova". Madonna explicou a Becky Johnston na edição de maio de 1989 da revista Interview:
| “ | A última coisa por trás da canção é que se você não se expressar, se você não dizer o que você quer, você não vai conseguir. E na verdade, você fica acorrentada por sua incapacidade de dizer o que sente ou de ir atrás do que quer. Não importa como você acha que está no controle da sexualidade em um relacionamento, há sempre a luta pelo poder (...) sempre há uma certa quantidade de compromisso. Se estiver em dúvida, você o ama. Você faz isso porque você escolhe. Ninguém colocar a corrente em torno do pescoço, exceto eu. Eu compus 'Express Yourself' para dizer às mulheres ao redor do mundo para escolher o melhor para si, antes que a corrente esteja ao redor de seus pescoços, em vez de te matar. Na minha opinião, como um homem pode expressar o que eles querem, deveria existir o mesmo direito para uma mulher também. | ” |

## Composição

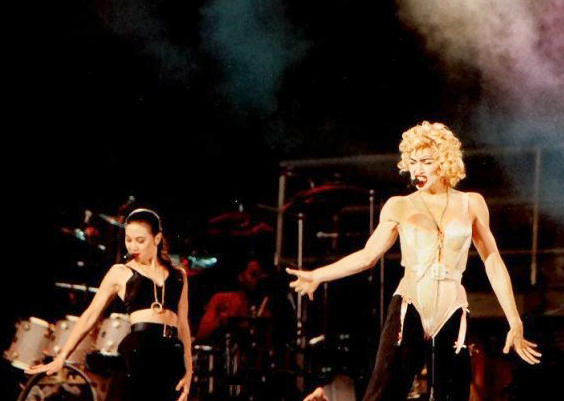
Photo taken by a fan during one of the concerts in 1990

"Express Yourself" começa com o som do latão, enquanto Madonna toca a linha de abertura: "Vamos, garotas, vocês acreditam no amor? / Porque eu tenho algo a dizer sobre isso, e é algo mais ou menos assim" Palmas e batidas de bateria começam quando Madonna se move para o refrão da música, com uma textura vocal espessa e um som de fundo estridente. O refrão é auxiliado por instrumentação de um saxofone e percussão. Madonna então canta o primeiro verso da música, quando um som de violino é adicionado depois que ela termina a ponte: "Fazer você se sentir como uma rainha no trono / Faça ele te amar até que você não possa descansar". Um sintetizador é tocado após o segundo verso, enquanto Madonna continua cantando as palavras ""Se expresse", com as vocalistas de apoio cantando "Ei, ei, ei, ei" ao lado dela.
Depois de um pequeno interlúdio de saxofone, Madonna canta com uma voz mais cheia, enquanto as buzinas e as batidas de percussão continuam. Madonna muda a letra no final para "se expressar" e, após outra repetição da ponte e do verso intermediário, o refrão chega onde ela muda a letra de volta ao título original. A música termina com as palavras "se respeite" desaparecendo. Situado dentro de uma estrutura de música simples, "Express Yourself" toca com ambiguidade por meio de um controle sutil da harmonia e evita o fechamento diatônico. A música parece estar no tom de Sol maior, mas sua composição real parece estar escrita no tom de Dó maior. Mas a primeira nota da melodia "Si ♭emol maior, implica o modo Sol. Isso também é evidente na nuance vocal de Madonna sobre as palavras "expresse-se", que inicialmente se concentra em Sol, antes de passar um semitom para Mi menor, o sexto levantado em Sol. De acordo com as partituras publicadas pela Alfred Publishing Co. Inc., "Express Yourself" é definido na fórmula de compasso do tempo comum, com um ritmo de 120 batidas por minuto. O alcance da voz de Madonna varia de Sol3 a Dó5 com uma progressão harmônica de Sol–Fá/Sol–Dó–Sol.
De acordo com Rikky Rooksby, autor do The Complete Guide to the Music of Madonna o conteúdo lírico de "Express Yourself" a torna uma canção de amor simples, com Madonna de amor simples, com Madonna exortando as mulheres em seu público a não ficarem em segundo lugar, a expressar seus sentimentos e a fazer com que os homens também expressem os seus. Lucy O'Brien, autora de Madonna: Like an Icon, descreveu-as como uma "convocação feminista", com Madonna descartando as folhas de cetim e os enfeites dourados de prazeres materiais. O autor Santiago Fouz-Hernández acreditava que a letra criava identificação com a comunidade gay. Quando Madonna pronuncia a frase "Vamos lá meninas, você acredita em amor?", Ela se dirigiu tanto ao homem gay quanto a mulher heterossexual. Os subtextos são empregados ao longo da música, especialmente na linha "O que você precisa é de uma mão grande e forte, para elevá-lo a um terreno mais alto", onde a "mão grande e forte" mão grande e forte "está implícita como a própria mão, e não a mão amiga típica do homem.

## Análise da crítica

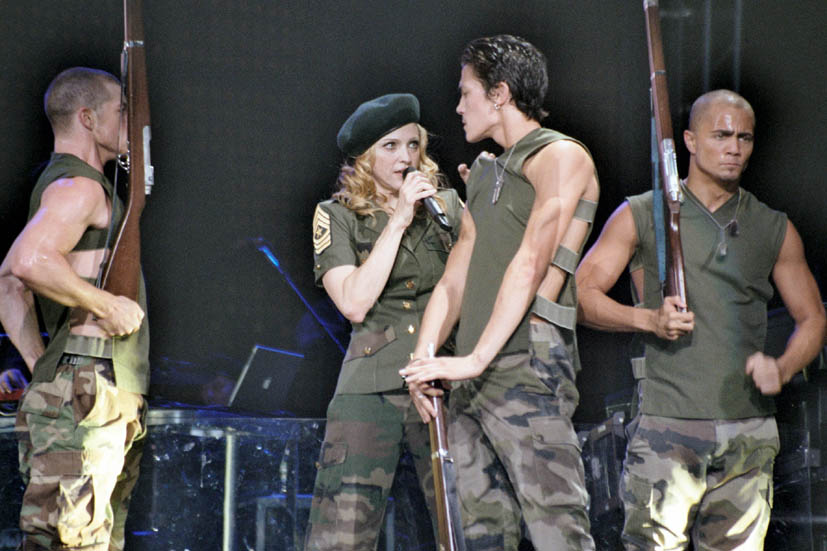
Madonna e seus dançarinos tocando uma versão militar de "Express Yourself" durante a Re-Invention World Tour (2004).

"Express Yourself" recebeu principalmente críticas positivas dos críticos. J. Randy Taraborrelli, autor de Madonna: An Intimate Biography chamou a música de "hino funky dançante" e reagiu positivamente à sua mensagem de "chamada de armas feminina na comunicação e no respeito próprio". Stephen Holden, do The New York Times, observou que Madonna repudiava a filosofia de seu single anterior, "Material Girl" (1985), em "Express Yourself", que ele descreveu como "a visão de vida de um garoto de 30 anos, sombreada pela rebelião e pela dor católica prolongada". Em outro artigo do mesmo jornal, Carn James a declarou como uma de suas canções mais exuberantes. Santiago Fouz-Hernández e Freya Jarman-Ivens, autores de Madonna's Drowned Worlds, elogiaram a letra da música e acrescentaram que aparentemente defende "a fluidez de gênero como um caminho para a igualdade de gênero". Em seu livro Madonna As Postmodern Myth, o jornalista Georges Claude Guilbert descreveu "Express Yourself" como um hino à liberdade", um incentivo para que todas as mulheres e todas as minorias oprimidas resistam, expressem suas ideias e sua força diante da tirania".
A biógrafa Mary Cross observou em seu livro Madonna: A Biography, como a música abriu o caminho para seu videoclipe e se tornou um testemunho da liberdade. Os autores Allen Metz e Carol Benson observaram em seus ensaios sobre Madonna como ela dizimou "construções patriarcais, racistas e capitalistas", pela maneira como pronunciou a palavra "eu" em "Express Yourself". Eles acrescentaram que a linha de abertura "Não vá para o segundo melhor bebê" transformou a música em um hino pós-moderno. A estudiosa Sheila Whiteley observou em seu livro Women and Popular Music: Sexuality, Identity, and Subjectivity, que o reconhecimento de Madonna ao pastiche e de ser capaz de imitar o estilo musical era interessante para ela, mas, dada a capacidade da cantora de manipular a imagem, a exuberância musical de "Express Yourself" não pareceu surpreendente. Mark Bego, autor de Madonna: Blond Ambitionị, declarou que "a música que mais refletia a Madonna que todos haviam conhecido e ficado chocada era 'Express Yourself'". O'Brien ficou impressionado com a música e fez uma crítica detalhada:

"Express Yourself" é um um chamado feminista às armas, completo com um jogo de metais musculoso e uma voz comovente. Aqui Madonna é a garota antimaterialista, instando seu público feminino a se respeitar. Isso significa ter um homem que ama sua cabeça e seu coração. Se ele não a trata bem (e aqui está a retórica revolucionária), você estará melhor sozinha. Como pregadora, Madonna enfatiza todas as palavras do coro, invocando Deus e o poder do orgasmo.

O professor Maury Dean escreveu em seu livro Rock 'n' Roll Gold Rush: A Singles Un-Cyclopedia, que o apelo principal de "Express Yourself" estava em seu apelo adolescente, embora entendesse que, no fundo, tratava de um assunto muito importante, a questão da libertação feminina. Kevin Phinney, de Austin American-Statesman, comentou que, com "Express Yourself", Madonna destacou sua personalidade de "Material Girl", demonstrando mais uma vez que nenhuma imagem dela é concreta. Com base nas letras da música, Ken Blakely, do Philadelphia Daily News, declarou a música como um raro exemplo de bom gosto e bons conselhos de Like a Prayer. Andy Goldberg, do The Jerusalem Post, ficou impressionado com os vocais de Madonna na música, elogiando as influências de soul. JD Considine, da Rolling Stone, chamou 'Express Yourself' de uma melodia descarada e sentida que parecia "inteligente e atrevida, até o testemunho de Madonna na introdução: 'Vamos, meninas, você acredita em amor?". Don McCleese, do Chicago Sun-Times , declarou a música como um dos destaques do álbum, sentindo que ela se tornaria um hino. Sal Cinquemani, da Slant Magazine, enquanto revia Like a Prayer, anunciou "Express Yourself" como a "performance mais emocionante" da carreira de Madonna. Ele acrescentou que a música "virou a imagem de 'Material Girl' de Madonna, denunciando as coisas materiais por um pouco de respeito".Stephen Thomas Erlewine, da Allmusic, escreveu que a música consistia em música "funk profundo".

## Vídeo musical

### Desenvolvimento

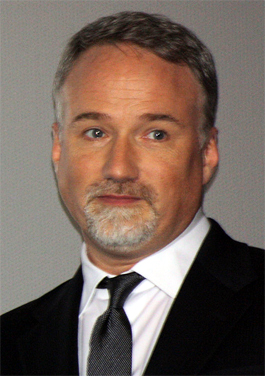
O videoclipe de "Express Yourself" foi dirigido por David Fincher (foto).

O videoclipe foi dirigido por David Fincher e filmado em abril de 1989, no Culver Studios em Culver City, Califórnia. Foi produzido por Gregg Fienberg, sob Propaganda Films, com edição de Scott Chestnut, fotografia principal de Mark Plummer e Vance Lorenzini como designer de produção. O videoclipe "Express Yourself" foi inspirado no filme clássico Fritz Lang Metropolis (1927) e apresentava uma epígrafeno final do vídeo do filme: "Sem o coração, não há entendimento entre a mão e a mente". O vídeo marcou a primeira aparição do remix Shep Pettibone da música. Ele tinha um orçamento total de US$ 5 milhões (US$ 10,31 milhões em dólares de 2019), o que o tornou o videoclipe mais caro da história no momento em que foi feito, e atualmente o terceiro mais caro de todos os tempos. "Express Yourself" teve sua estreia mundial em 17 de maio de 1989 na MTV e foi exclusivo da MTV por três semanas, sendo transmitido a cada hora no canal de música. O conceito do vídeo era retratar Madonna como uma senhora glamourosa e masoquista acorrentada, com homens musculosos atuando como seus trabalhadores. No final, ela escolhe um deles — interpretado pelo modelo Cameron Alborzian — como seu encontro. Quando Fincher explicou esse conceito a Madonna, ela ficou intrigada e decidiu retratar uma persona masculina. Ela estava namorando o ator Warren Beatty naquela época e pediu que ele fizesse o papel de um escravo trabalhando em uma fábrica; Beatty recusou educadamente, dizendo mais tarde que "Madonna queria o vídeo como um exemplo de suas proezas sexuais, eu nunca quis fazer parte dele". Ela então pensou em Metropolise de suas cenas exibindo operários e uma cidade com altos arranha-céus. Fincher gostou do conceito e tornou-se o pano de fundo principal do vídeo. Em Madonna 'Talking': Madonna in Her Own Words, ela comentou sobre o desenvolvimento do vídeo.

Isso eu tive mais informações. Supervisionei tudo: a construção dos cenários, os figurinos de todos, tive reuniões com maquiagem e cabeleireiro e o diretor de fotografia, tudo. Algo como fazer um pequeno filme. Basicamente, nos sentamos e descartamos todas as ideias que poderíamos conceber e todas as coisas que queríamos. Todas as imagens que queríamos, e tinha algumas ideias estabelecidas, por exemplo, o gato e a ideia de "Metropolis". Eu definitivamente queria ter essa influência, que olhe para todos os homens: os trabalhadores, trabalhando diligentemente e metodicamente.

Madonna mencionou em tom de brincadeira, em entrevista à BBC Television, de 1990, que o tema principal do vídeo e a metáfora do gato representava que a "vagina domina o mundo". Ela acrescentou que a ideia do gato lambendo o leite e depois derramando sobre ele era do diretor. "É ótimo, mas acredite, eu lutei com ele por isso. Eu não queria fazer isso. Eu pensei que era tão exagerado e bobo e meio clichê, um estudante de arte ou um truque de estudante de cinema. Eu fiquei feliz por ter cedido a ele".

### Sinopse

Madonna retratando uma personalidade masculina no videoclipe de "Express Yourself"

O vídeo começa com a vista de uma cidade cheia de arranha-céus, linhas ferroviárias misturadas e aeronaves. O vapor sai dos funis de uma fábrica quando grandes máquinas são mostradas. Madonna, vestindo lingerie preta, aparece na parte de trás de uma estátua de um cisne de aparência raivosa e diz a seguinte frase: "Vamos lá meninas, você acredita em amor?" Isso é seguido pelo coro, mostrando os interiores da fábrica onde os trabalhadores escravizam as máquinas, enquanto a chuva cai incessantemente sobre elas. Em meio ao ambiente cheio de fumaça, o torso cinzelado dos trabalhadores masculinos é mostrado, enquanto tiram a camisa, com a água espirrando ao redor. Madonna é mostrada em um vestido verde-claro, segurando um gato preto no colo, olhando para a fábrica da sala de estar do escritório da cobertura. Enquanto ela canta o primeiro verso, os trabalhadores realizam uma rotina de dança coreografada dentro da fábrica. Madonna se deita em um sofá e o gato escapa de seu colo, enquanto seu canto chega ao dono da fábrica, através de uma série de alto-falantes. Ele fica nervoso ao ouvir a voz dela e olha para baixo e encontra um dos trabalhadores olhando para a fonte da voz.
Com o início do segundo verso, Madonna se muda para seu quarto, vestindo uma roupa de lingerie muito feminina. Ela se move por trás de diferentes telas brancas e dança de maneira sugestiva, sua silhueta refletindo-a do outro lado das telas. Enquanto isso, a trabalhadora continua pensando na voz de Madonna e sonha com os olhos em meio a fumaça. Ele então vê Madonna no topo de um longo lance de escada dentro da fábrica, vestindo um terno listrado e exibindo um monóculo de vidro. Ela dança em uma plataforma, segurando sua virilha às vezes, e brevemente abre a jaqueta para expor o sutiã, enquanto dois homens puxam as alavancas ao lado dos degraus. Enquanto isso, o dono da fábrica ouve músicos ao vivo em seu quarto, com um controle remoto, enquanto Madonna é mostrada nua em sua cama, com uma extremidade de uma corrente presa ao pescoço e a outra extremidade descendo por muito tempo. a fabrica. Enquanto o proprietário olha para os músicos na sala, o trabalhador é mostrado acariciando o gato de Madonna, enquanto olha para o quarto com expectativa. Talvez o proprietário de um terno seja o marido de Madonna e ela esteja tentando escapar dele.
Quando o verso final da música começa, uma Madonna encharcada, vestindo a mesma lingerie preta, como um gato perseguidor, é mostrada rastejando no chão entre seus móveis, como debaixo da mesa com relâmpagos, juntamente com uma breve cena através de uma cena clara. globo sustentado por três estátuas masculinas, a cena intercalada com Madonna sentada em um sofá e fumando. O trabalhador finalmente se levanta da cama de aço e, carregando o gato de Madonna, caminha em direção ao quarto da cantora enquanto ela pega uma tigela de leite e lambe-a como um gato. Ela o derrama sobre o ombro e chega ao rosto do trabalhador, que viaja pelo prédio em um elevador, segurando seu gato, em uma missão de devolvê-lo. Começa uma luta de boxe / luta livre entre os outros trabalhadores da fábrica, como uma Madonna aparentemente vulnerável, agindo como um gato, agora é mostrada sentada nua em sua cama. A trabalhadora chega ao quarto, devolve o gato, a abraça no braço dele e faz amor com ela quando a porta se fecha atrás deles. O proprietário da fábrica, usando o mesmo monóculo de vidro, vê a posição vazia onde o trabalhador estava e olha para o trabalhador e para Madonna, que estão fazendo sexo. Ele parece ter perdido o controle da fábrica e Madonna com outro homem, mas ele não se importa. O vídeo termina com uma última cena da linha da cidade, com os olhos de Madonna acima do céu, e sobre a cidade, o que pode mostrar que ela tinha controle o tempo todo, e a epígrafe no topo de uma série de engrenagens. Termina com uma citação: "Sem o coração, não há entendimento entre a mão e a mente". O proprietário da fábrica, usando o mesmo monóculo de vidro, vê a posição vazia onde o trabalhador estava e olha para o trabalhador e para Madonna, que estão fazendo sexo. Ele parece ter perdido o controle da fábrica e Madonna com outro homem, mas ele não se importa. O vídeo termina com uma última cena da linha da cidade, com os olhos de Madonna acima do céu, e sobre a cidade, o que pode mostrar que ela tinha controle o tempo todo, e a epígrafe no topo de uma série de engrenagens. Termina com uma citação: "Sem o coração, não há entendimento entre a mão e a mente". O proprietário da fábrica, usando o mesmo monóculo de vidro, vê a posição vazia onde o trabalhador estava e olha para o trabalhador e para Madonna, que estão fazendo sexo. Ele parece ter perdido o controle da fábrica e Madonna com outro homem, mas ele não se importa. O vídeo termina com uma última cena da linha da cidade, com os olhos de Madonna acima do céu, e sobre a cidade, o que pode mostrar que ela tinha controle o tempo todo, e a epígrafe no topo de uma série de engrenagens. Termina com uma citação: "Sem o coração, não há entendimento entre a mão e a mente". com os olhos de Madonna acima do céu, e sobre a cidade, o que pode mostrar que ela tinha controle o tempo todo, e a epígrafe no topo de uma série de engrenagens. Termina com uma citação: "Sem o coração, não há entendimento entre a mão e a mente". com os olhos de Madonna acima do céu, e sobre a cidade, o que pode mostrar que ela tinha controle o tempo todo, e a epígrafe no topo de uma série de engrenagens. Termina com uma citação: "Sem o coração, não há entendimento entre a mão e a mente".

### Recepção e análise

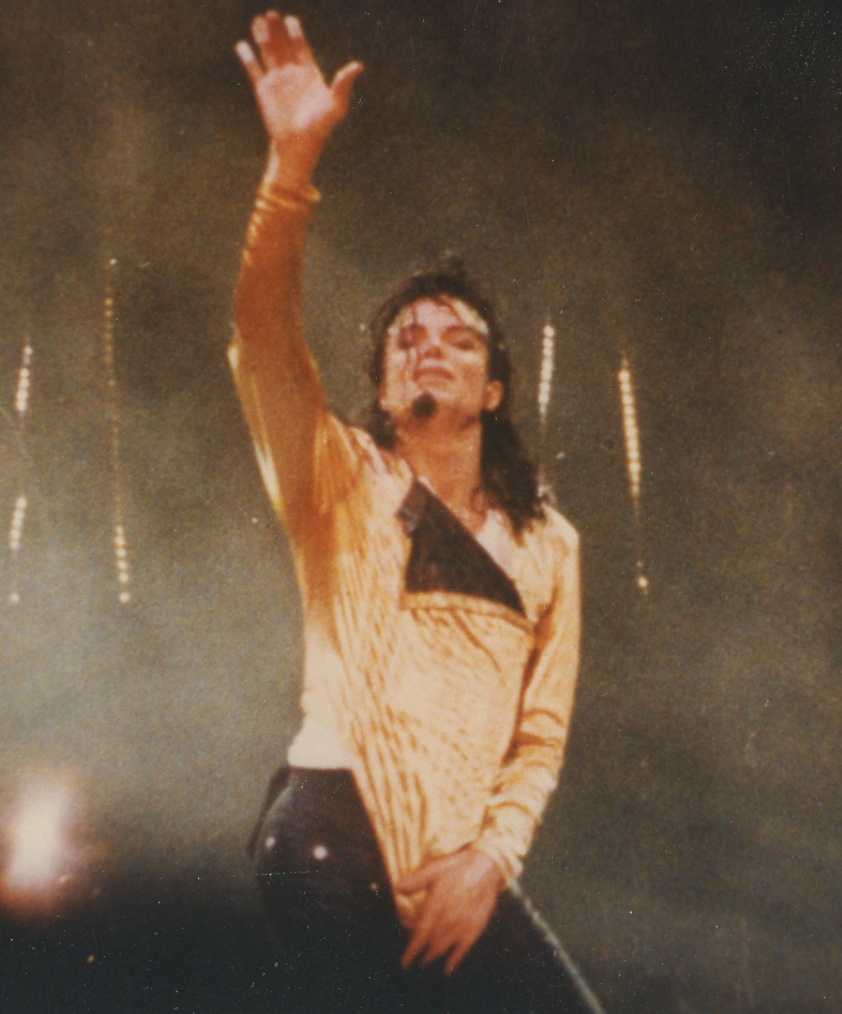
As garras de Madonna no videoclipe foram comparadas às de Michael Jackson.

Os autores Santiago Fouz-Hernández e Freya Jarman-Ivens comentaram que "o vídeo retratou a abordagem desconstrutiva de flexão de gênero associada ao jogo livre e à auto-reflexividade das imagens no pós-modernismo". Eles inicialmente pensaram no vídeo como uma abordagem feminista da sexualidade, levando-os a dizer que "o vídeo também pode estar relacionado a várias questões políticas centrais levantadas pelo feminismo". No entanto, eles deduziram que as cenas que mostram Madonna de maneira sedutora e acorrentadas à sua cama não retratam as mulheres em uma posição empoderadora, mas enfatizam o fato de que as mulheres podem estar no controle por causa de suas proezas sexuais. Jarman-Ivens acrescentou que a epígrafe estabelece o status-quo, com uma clara distinção entre corpo (trabalhadores, mão, mão-de-obra) e mente (elite, capital do intelecto). Ao contrário de Metropolis, onde a linha denotava as oposições binárias da classe operária contra o elitista, no vídeo Madonna não distinguiu entre os dois. Jarman-Ivens observou que o vídeo retratava homens e mulheres sendo vistos, ativa ou passivamente. O corpo e a mão não estão separados por lá, mas o coração, a mão e a cabeça são retratados como um equilíbrio em todos, homens ou mulheres. O estudioso Theodore Gracyk também observou o retrato inicial da sexualidade feminina no vídeo, em seu livroI Wanna Be Me: Rock Music and the Politics of Identity, e criticou o vídeo por retratar a dominação masculina. No entanto, em uma inspeção cuidadosa, Gracyk chegou à conclusão de que "Expressar a si mesmo" foi uma jogada inteligente para Madonna, pois na verdade retratava as mulheres em uma posição muito mais forte. O autor John Evan Seery escreveu em seu livro Political Theory for Mortals, que "Madonna com seu vídeo 'Express Yourself' 'uniu imagens de máquinas com imagens de sexo, ... representa o melhor ciborgue da América do final do século XX". Allen Metz sentiu que as cenas de Madonna agarrando sua virilha e dançando eram uma reminiscência da "imitação andrógina de masculinidade fálica de Michael Jackson". Ele continuou elogiando o vídeo por sua representação de gênero.
Michelle Gibson e Deborah Townsend Meem, autores de Femme/Butch, elogiaram o vídeo por mostrar uma mudança de poder entre os sexos, declarando que "Madonna reivindicou assertivamente todo o espaço possível de gênero como Marlene Dietrich". A professora Carol Vernallis observou em seu livro,  Experiencing Music Video, que a luz difusa ao redor de Madonna no vídeo foi adotada para imitar a difusão do som e fazer as bordas ao redor da cantora parecerem macias e seu corpo espalhado. No livro The 1980s, os autores Bob Batchelor e Scott Stoddart chamaram "Express Yourself" como um dos vídeos mais desafiadores de Madonna. Eles observaram o vídeo por sua "exploração" do corpo masculino e pela sexualização deles como um objeto de desejo. Os autores também acrescentaram que o vídeo "foi uma homenagem colorida ao termo olhar, mas Madonna é quem o carrega — não os homens". Batchelor explicou que as cenas de Madonna se apresentando sozinhas em seu quarto e no topo da escada sugeriam que ela era o objeto do olhar, no entanto, parecia-lhes que estava zombando do movimento dos homens abaixo. "Ela controla a mente dos homens abaixo, com uma forma de canto de sereia de empoderamento feminino, sinalizando que os homens se movem em uníssono com a música", concluiu Stoddart. Elizabeth Edwards, do Visual Sense: A Cultural Reader, explicou que a foto de Madonna rastejando no chão, enquanto outra imagem dela assiste de um sofá próximo, ilustrou a mutação pela qual a imagem de Madonna estava passando. Segundo ela, Madonna estava agindo com autoconsciência "observando a si mesma". Ela concluiu dizendo: "'Express Yourself' oferece a seus espectadores uma nova série de referências de imagens aos ícones sexuais e de gênero tradicionais americanos — masculinos e femininos — e um nível totalmente novo de ironia". Shari Benstock e Suzanne Ferriss, autores de On Fashion, desconstruíram o vídeo por exibir a artificialidade das imagens de gênero. Sal Cinquemani, da Slant Magazine, revisou o vídeo em 2003 e comentou que o vídeo "é a personificação de 'queer chic', uma obra-prima bombástica que anuncia a capacidade misteriosa de Madonna de usar sua imagem direcionada ao consumidor para codificar sua política feminista".
Em seu livro Culture and Power, María José Coperiás Aguilar destacou o vídeo por sua textura caótica através da rápida edição das múltiplas cenas que o constituíam. As mudanças repentinas e contínuas dos ângulos da câmera, cenas e a distância e o humor pareciam produzir uma "combinação aparentemente incoerente de imagens que não ofereciam âncora estável para fornecer ao todo uma interpretação definitiva", acrescentou. Como o caos tem sido tradicionalmente associado ao princípio ontogenético feminino em oposição ao princípio de ordem masculino , o vídeo, por sua vez, passou a ser associado à dualidade entre ordem / caos, homem / mulher, bem / mal, luz / escuridão etc. Aguilar também traçou um paralelo entre Metropolis e o videoclipe. Madonna pegou emprestado simbolismo fálico diferente do filme, incluindo as chaminés cheias de fumaça, os arranha-céus altos e o ambiente opressivo do trabalho industrial. No entanto, ao contrário de Metropolis, que retratava a repressão de um proletariado rebelde, a natureza caótica do vídeo "Expresse-se" mostrava liberdade. Caryn James, do The New York Times acrescentou que "perguntada sobre o vídeo, [Madonna] fez uma distinção que qualquer feminista honesta respeitaria, por mais politicamente incorreta que possa parecer. 'Eu me acorrentei', disse ela. 'Não havia um homem que colocasse essa corrente mim.' Você não precisa comprar o próximo fragmento de simbolismo de Madonna — "eu estava acorrentada aos meus desejos" — para acreditar no subtexto feminista que ela encontra no vídeo. "Faço tudo por vontade própria. Estou no comando, OK "Madonna acorrentada, no entanto, está muito longe daquelas mulheres infelizes que não sabem que têm opções". Madonna também se queixou das críticas feministas de seu "agarrar nas virilhas", dizendo que "se cantores como Michael Jackson podem brincar com isso, por que as mulheres não podem?".
O teórico Douglas Kellner afirmou ainda que o vídeo era uma crítica feminista da briga e brutalidade masculina, com imagens dos trabalhadores do sexo masculino envolvidos em uma luta de boxe no final. Segundo ele, Madonna se apropriou deliberadamente das imagens femininas tradicionais no início do vídeo, mas as contrastou com suas poses masculinas "abraçando as virilhas" perto do fim e imagens discordantes de mulheres assumindo a posição masculina. Como apontou a autora feminista Susan Bordo ressaltou, "é a natureza pós-moderna do vídeo que mais atraiu os críticos acadêmicos e suas várias maneiras de constituir identidades que recusam a estabilidade, que permanecem fluidas, que resistem à definição". No MTV Video Music Awards de 1989, "Express Yourself", foi indicado nas categorias de Melhor Vídeo Feminino, Melhor Edição, Melhor Cinematografia, Melhor Direção e Melhor Direção de Arte vencendo as três últimas categorias. A Billboard também homenageou o vídeo como o melhor videoclipe do ano, no Music Video Awards de 1989. O videoclipe de "Express Yourself" foi classificado como número um nas "100 melhores vieoclipes da Slant Magazine". Também é colocado no número dez na lista da Rolling Stone; "Os 100 Melhores Vídeos Musicais" e "Os 100 Maiores Vídeos já Feitos" da MTV , bem como o número três na lista de "Top 100 Vídeos do Século" da MuchMusic. David Dale, do The Sydney Morning Herald, o listou como um dos vídeos mais influentes de todos os tempos, no número 18. A revista Time o listou no número oito na contagem regressiva dos 30 melhores de todos os tempos.

## Apresentações ao vivo

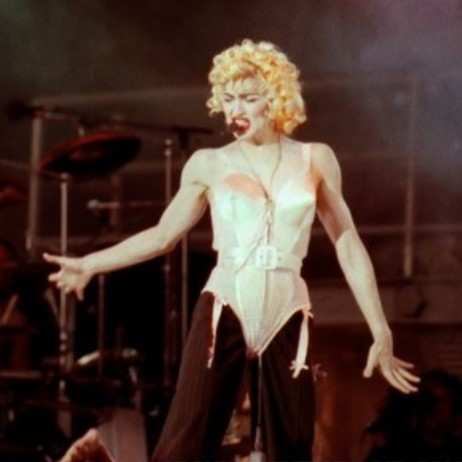
Madonna abre a Blond Ambition World Tour com uma performance de "Express Yourself".

A primeira apresentação ao vivo de "Express Yourself" de Madonna foi no MTV Video Music Awards de 1989. Ela começou a performance descendo de um lance de escadas, vestindo um terno listrado e um monóculo. Mais tarde, ela removeu o casaco para revelar seu bustiê e, junto com suas cantoras Niki Haris e Donna De Lory, executou uma coregografia de dança chamada vogue. Ian Inglis, autor de Performance and Popular Music: History, Place and Time observou que a importância histórica da performance de Madonna no Video Music Awards se deve ao local televisivo. Inglis explicou que, como a apresentação de Madonna era principalmente um número de produção de dança de alta energia, coreografada de forma provocativa, ela destacou a parte de 'TV' da MTV e, de certa forma, anunciou ela e a rede como árbitro cultural.
Madonna incluiu a música no set list de sua Blond Ambition World Tour em 1990, que apresentava uma versão baseada no remix Non-Stop Express da música e incluía letras de "Everybody" durante a introdução. O cenário foi inspirado no Metropolis e os temas foram retirados da fábrica vista no videoclipe. Ele incluía vários funis que ondulavam fumaça, tubulações de aço, cabos pendurados acima e um lance de escadas no meio. Quando o show começou, o set foi lançado no palco e os dançarinos de Madonna, com o tronco nu, apareceram atrás das estruturas de aço. Eles fizeram uma movientos de dança coreografados no palco e, no final, Madonna apareceu no topo da escada. Ela estava vestida com um terno listrado com furos, de modo que seu sutiã aparecia neles. Por baixo, usava um espartilho cor de pêssego com um sutiã cônico pontiagudo, desenhado por Jean Paul Gaultier. Ela também segurava um monóculo na mão. Acompanhada por suas duas dançarinas vestidas com trajes semelhantes, Madonna fez uma representação vocal direta da faixa e uma coreografia elaborada, que incluía vogar, transar, masturbação simulada e armazenamento momentâneo do microfone dos artistas dentro de seus sutiãs. A certa altura, Madonna abriu o terno, para revelar o espartilho com o sutiã e as borlas penduradas nas laterais. Duas performances diferentes foram gravadas e lançadas em vídeo, o Blond Ambition – Japan Tour 90, gravado em Yokohama, Japão, em 27 de abril de 1990, e o Live! – Blond Ambition World Tour 90, gravado em Nice, França, em 5 de agosto de 1990. Foi também uma das performances incluídas no documentário Madonna: Truth or Dare (1990).
Ela também apresentou uma versão estilizada da faixa durante a The Girlie Show World Tour, em 1993. O palco foi decorado com cortinas Mylar e bolas de espelhos brilhantes. A apresentação começou com uma voz distorcida dizendo "Eu vou levá-lo para um lugar que você nunca esteve antes". Depois, Madonna desceu do teto em uma bolas de espelhos gigante, usando uma peruca loira afro, estilo anos 1970. Então, suas duas dançarinas de apoio apareceram no palco e as três mulheres começaram a cantar a música juntas. O final da apresentação foi conectado à próxima música, "Deeper and Deeper". Segundo Guilbert, Madonna foi inspirada pela atriz Marlene Dietrich no filme Blonde Venus, de 1932, para a performance. Foi incluído no The Girlie Show: Live Down Under, em vídeo caseiro, gravado em 19 de novembro de 1993, em Sydney, Austrália. "Express Yourself" foi incluído no segmento militar da Re-Invention World Tour em 2004. Ela e seus dançarinos estavam vestidos com roupas militares e executavam uma coreografia de rifle, com Madonna atuando como sargento. Como observou Drew Sterwald, da News Press, a música em sua versão militar falava sobre amor pessoal e amor patriótico. Jon Pareles, do The New York Times, comentou que a música foi violada como cínica, quando Madonna cantou a frase: "O que você precisa é de uma mão grande e forte / Para levá-lo ao seu lugar mais alto" e levantou um rifle acima cabeça dela. O autor Dirk Timmerman apontou que "no contexto do programa, com performances [induzidas pela guerra] como 'American Life' e 'Imagine', acrescentou a mensagem anti-guerra da turnê". Em 2008, durante a Sticky & Sweet Tour, ela se apresentou "Express Yourself" como a música solicitada em alguns de seus shows, incluindo o show no Madison Square Garden em Nova Iorque.

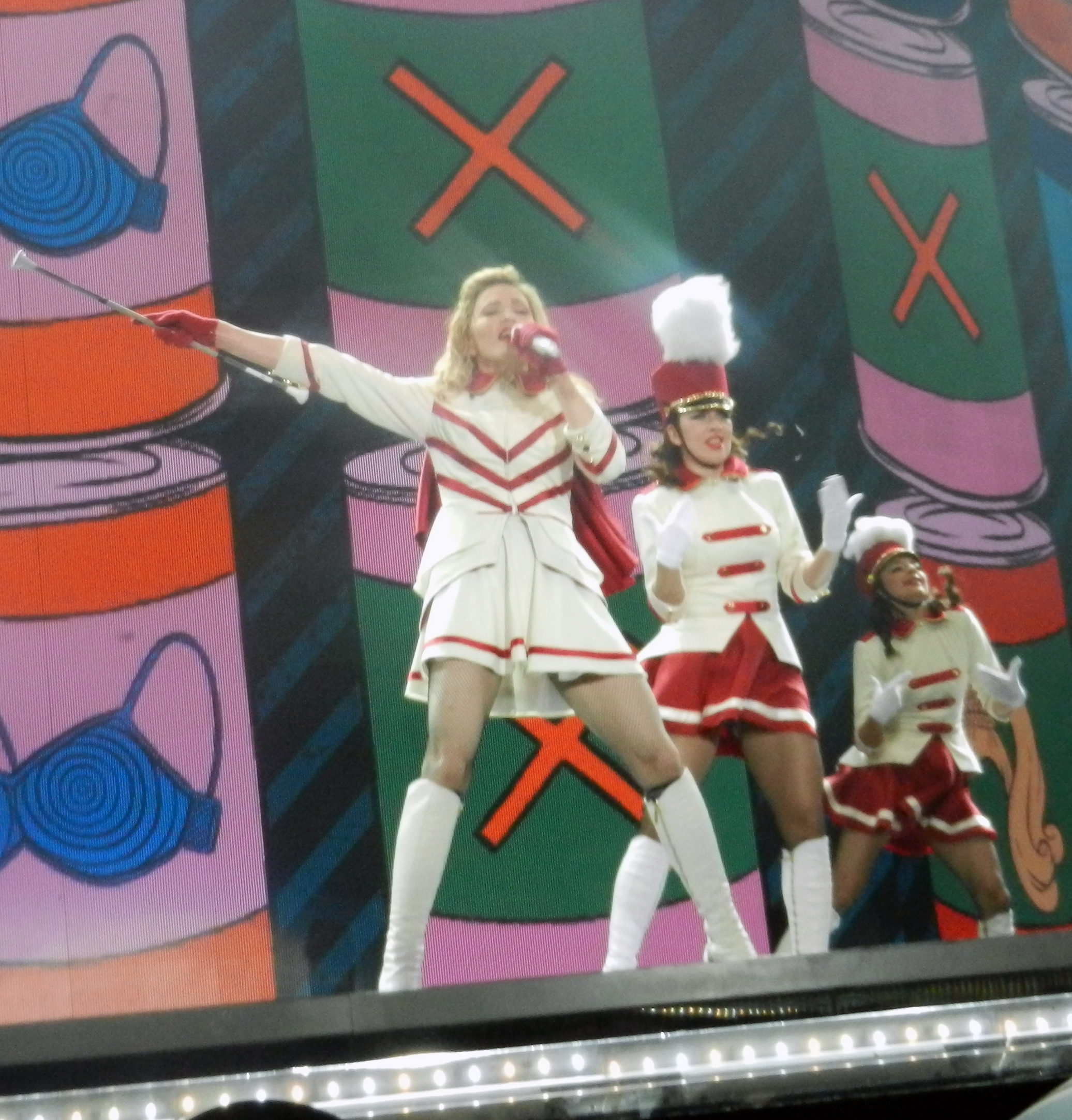
Madonna cantando um mashup de "Express Yourself" e "Born This Way" na The MDNA Tour (2012)

Em 2012, ela apresentou um trecho da música no Super Bowl XLVI com Cee Lo Green e uma grande banda. Nesse mesmo ano, "Express Yourself" foi incluída na The MDNA Tour onde foi a música de abertura do segundo segmento do show, intitulada Profecia, onde foi realizada uma mistura de músicas alegres que "aproximam as pessoas". Madonna apareceu no palco e cantou a música vestida com um uniforme majorette branco com listras vermelho rubi e botas brancas na altura dos joelhos e girando um bastão; suas dançarinas de fundo usavam trajes semelhantes em vermelho. No meio da música, Madonna cantou o refrão de "Born This Way" de Lady Gaga, enquanto a progressão dos acordes e a melodia de "Born This Way" eram comparadas com a de "Express Yourself", após o seu lançamento, muitos especularam que Madonna estava "desdenhado" e da música. No final da apresentação, Madonna também cantou o refrão de sua própria música "She's Not Me" do seu décimo primeiro álbum de estúdio, Hard Candy (2008). Os críticos foram positivos em relação à performance, Melissa Ruggieri, do  Access Atlanta , sentiu que ao cantar o refrão de "Born This Way", de Lady Gaga, enquanto se apresentava "Express Yourself", Madonna estava "provando como a mesma melodia é tocada". torceu a faca da maneira perfeitamente Madonna, adicionando o refrão de sua própria 'She's Not Me' ". A performance foi incluída no álbum ao vivo MDNA World Tour lançado em 6 de setembro de 2013, mas a amostra "Born This Way" não foi creditada nas notas principais do álbum.
Quatro anos depois, Madonna cantou "Express Yourself" em seu show Madonna: Tears of a Clown em uma festa de gala em 2 de dezembro de 2016 no Faena Forum de Miami Beach. O concerto foi realizado juntamente com um leilão de arte e jantar, para beneficiar a fundação Raising Malawi de Madonna para apoiar seus projetos como o Hospital de Cirurgia Pediátrica Mercy James, no Malawi, bem como iniciativas de arte e educação para crianças pobres no país. Em 7 de novembro de 2016, Madonna tocou a música como parte de um concerto acústico improvisado no Washington Square Park, em apoio à campanha presidencial de Hillary Clinton.
Durante a Madame X Tour, Madonna cantou o coro da música a capella no final do primeiro ato.

## Legado
A cantora Kelly Clarkson, vencedora da primera temporada do show de talentos do American Idol, fez o teste com "Express Yourself". A banda da Information Society fez uma versão para o álbum de tributo Virgin Voices: A Tribute To Madonna, Vol. 1, de 1999. Em 2010, a série de televisão americana Glee prestou homenagem a cantora no episódio The Power of Madonna, pertencente à primera temporada; Os membros do Glee Club tocaram "Express Yourself" em um número inspirado no videoclipe original. Ele alcançou o número 132 no UK Singles Chart e fez parte do EP Glee: The Music, The Power of Madonna. A própria Madonna elogiou versão. Em 2016, foi usado em um comercial da Pepsi durante o Super Bowl 50; Chad Stubbs, vice-presidente de marketing da empresa, explicou que a escolha da faixa; "foi com esse álbum [Like a Prayer] e durante esse tempo trabalhamos com Madonna pela primeira vez".

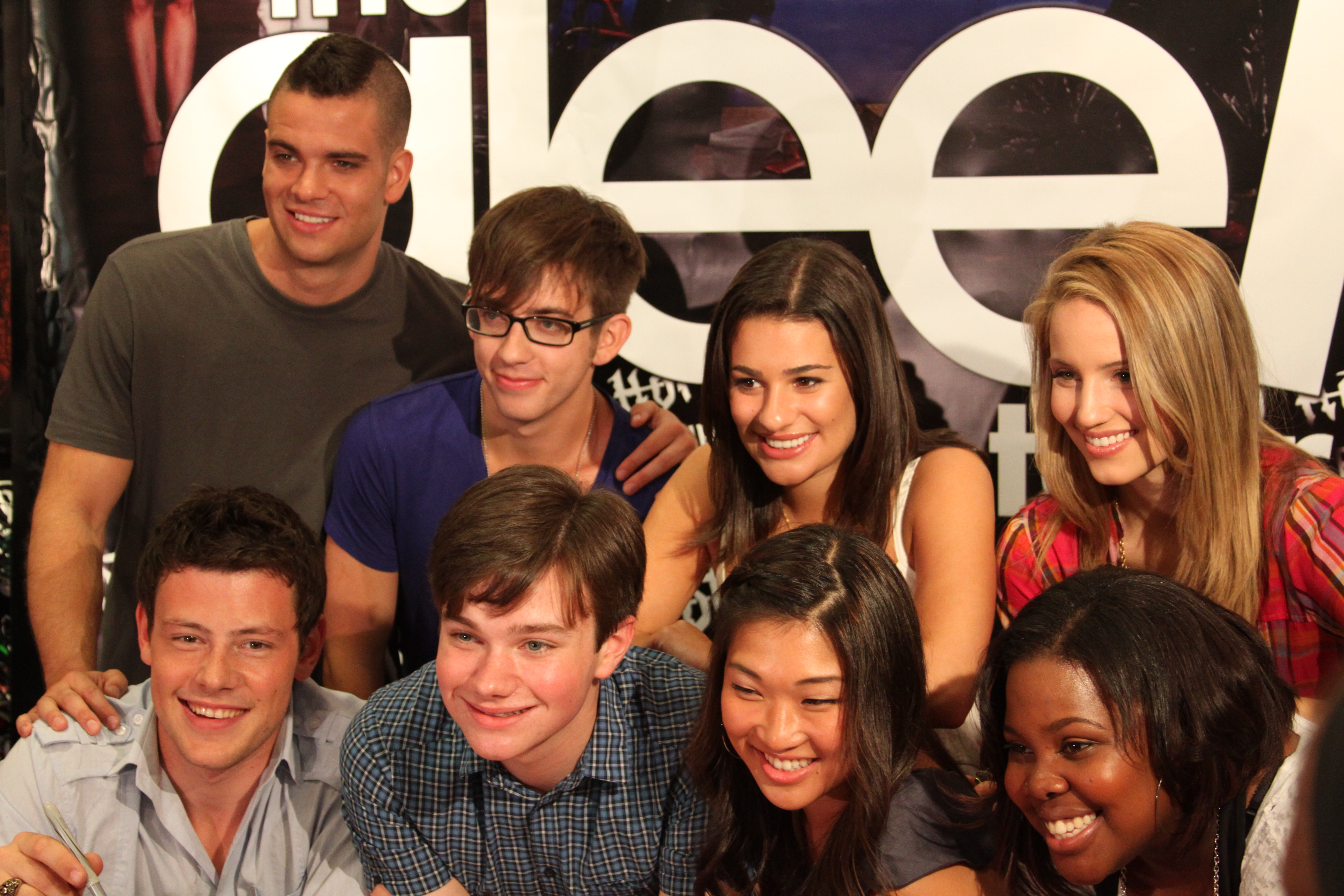
O elenco da série de televisão americana Glee apresentou uma versão de "Express Yourself" em 2010.

Tanto a música quanto o vídeo se destacam pela expressão da liberdade feminista. Nesse sentido, Maria José Coperiás Aguilar disse que sua publicação se enquadrava na ideologia "anti-feminista" e na "nova direita" que surgiu nos Estados Unidos durante os governos de Ronald Reagan e George H. W. Bush. Ele explicou que as décadas de 1980 e 1990 foram caracterizadas por uma reação conservadora contra os "excessos" das décadas de 60 e 70. Essa reação foi principalmente canalizada pelos fortes ataques da mídia contra o feminismo, que geralmente descreviam ativistas como "lésbicas amargas, radicais, separatistas, com pernas cabeludas e torturadas", acompanhadas de mensagens que defendiam a feminização que transformava as mulheres em "belos [e] objetos ornamentais" e destacavam diferenças culturais entre os sexos. Segundo o autor, "Express Yourself" surgiu como uma refutação a essas premissas e o título levantou a necessidade de uma voz feminina emergir e se manifestar, uma questão que evocava a tradição das feministas francesas como Hélène Cixous e Luce Irigaray. Sebas E. Alonso, de Jenesaispop, disse que "em tempos de irmandade e empoderamento feminino é impossível não colocar "Express Yourself" como uma canção pioneira, na qual Madonna incentiva outras mulheres a serem livres e não serem secundárias em suas próprias vidas". A equipe editorial da revista espanhola Vanidad disse que o artista "enfatizou a opressão das mulheres pelo mundo masculino e tentou enfatizar que uma mulher, para o que se proponha, pode fazer exatamente o mesmo que um homem".
"Express Yourself" também foi adotado como um hino pela comunidade LGBT; Segundo José Casesmeiro, do jornal espanhol 20 Minutos, o tema se tornou um "hino absoluto para a comunidade", enquanto o videoclipe colocava Madonna como "uma figura reverenciada no mundo homossexual". Em 2017, a revista inglesa Gay Times a colocou na nona posição da lista "Os 15 hinos LGBT + que precisamos agora mais do que nunca"; O jornalista Ross McNeilage mencionou que, embora represente o empoderamento feminino, foi aceito pela comunidade LGBT. Da mesma forma, Chris Malone, da Billboard escreveu: "Nos anos após seu lançamento, ele foi adotado pelos fãs gays de Madonna em todo o mundo, tornando-se simultaneamente um hino de auto-aperfeiçoamento e empoderamento feminino". Laura Stavropoulos, do portal U Discover Music, afirmou que "embora muitos considerem "Vogue" seu hino gay por excelência, "Express Yourself" e seu vídeo carregado com imagens homoeróticas, foi a primeira chamada para seus fãs LGBT, incentivando-os a ter autonomia sobre suas necessidades e desejo".
O tema e seu vídeo também influenciaram os artistas contemporâneos. Por exemplo,  Melanie Chisholm, integrante das Spice Girls, afirmou que “[Madonna] estava exercendo o poder de garotas muito antes das Spice Girls. [...] "Express Yourself" é um dos números que eu conheço e realmente gostei de fazer isso, porque é onde ele mostra o sutiã e agarra a virilha". Em 2010, a cantora Christina Aguilera prestou homenagem ao videoclipe "Express Yourself" com o single "Not Myself Tonight"; a esse respeito, ele comentou que era um dos seus favoritos e "parecia muito forte e empoderador, algo que sempre tento incorporar através da expressão da sexualidade. Adoro a referência direta que fiz com o monóculo, a fumaça e as escadas. Eu estava prestando homenagem a uma mulher muito forte que abriu o caminho antes". Nisso, James Montgomery, da MTV, concordou que essa era a "principal influência" no videoclipe de Aguilera, especialmente nas cenas em que ele usa o monóculo ou rasteja no chão enquanto despeja um líquido preto em seu corpo.
Em 2011, foram observadas semelhanças entre "Express Yourself" e "Born This Way" de Lady Gaga, tanto em termos de tema quanto de composição. Durante uma entrevista com Cynthia McFadden para o programa de estadounidense 20/20, Madonna disse: "Certamente eu acho que ela faz muita referência do seu trabalho. Às vezes é impressionante, lisonjeiro e bem feito. Sobre as comparações, ele disse que "Born This Way" parecia "familiar" e, quando o jornalista perguntou se isso o incomodava, ela respondeu: "Isso parece algo redutivo". Por sua vez, Gaga voltou-se para as comparações no The Tonight Show With Jay Leno explicou que recebeu um email dos representantes de Madonna, que deram seu apoio a "Born This Way". No entanto, a CNN informou que os representantes negaram ter enviado tal correspondência. Finalmente, em 2013, Matt Collar de Allmusic observou uma "semelhança notável" entre "Express Yourself" eo single "What Do I Have to Do?" (1991) de Kylie Minogue; Ele concluiu que o último "sempre mostrou uma forte influência de Madonna, algo que ele reconhece facilmente nas entrevistas".

## Faixas e formatos
| Vinil europeu de 7" / cassete |                                      |         |  |
| N.º                           | Título                               | Duração |  |
| 1.                            | "Express Yourself"                   | 4:30    |  |
| 2.                            | "The Look of Love" (Versão do Álbum) | 4:03    |  |

| CD single japonês de 7" |                    |         |  |
| N.º                     | Título             | Duração |  |
| 1.                      | "Express Yourself" | 4:37    |  |
| 2.                      | "The Look of Love" |         |  |

| Maxi-single autraliano e americano de 12" em vinil |                                             |         |  |
| N.º                                                | Título                                      | Duração |  |
| 1.                                                 | "Express Yourself" (Non-Stop Express Remix) | 7:54    |  |
| 2.                                                 | "Express Yourself" (Stop & Go Dubs)         | 10:50   |  |
| 3.                                                 | "Express Yourself" (Local Mix)              | 6:20    |  |
| 4.                                                 | "The Look of Love" (Versão do Álbum)        | 4:03    |  |

| Maxi-single alemão de 12" em vinil |                                             |         |  |
| N.º                                | Título                                      | Duração |  |
| 1.                                 | "Express Yourself" (Non-Stop Express Remix) | 7:54    |  |
| 2.                                 | "Express Yourself" (Stop + Go Dubs)         |         |  |

| Mini-álbum em CD japonês |                                      |         |  |
| N.º                      | Título                               | Duração |  |
| 1.                       | "Express Yourself" (Versão do Álbum) | 4:41    |  |
| 2.                       | "The Look of Love" (Versão do Álbum) | 4:02    |  |

## Créditos e equipe
- Madonna – compositora, produtora, vocal
- Stephen Bray – compositor, produtor, arranjador
- Bob Rosa – engenharia
- Fred McFarlane – programação
- Bob Ludwig – masterização
- Bill Bottrell – mixagem
- Shep Pettibone – arranjador, remixador
- Herb Ritts – capa, fotógrafo de arte
- Kama Logan – tipografia
- Jeri Heiden – capa designer de arte

Créditos e equipe adaptados das notas do álbum Like a Prayer.

## Desempenho comercial

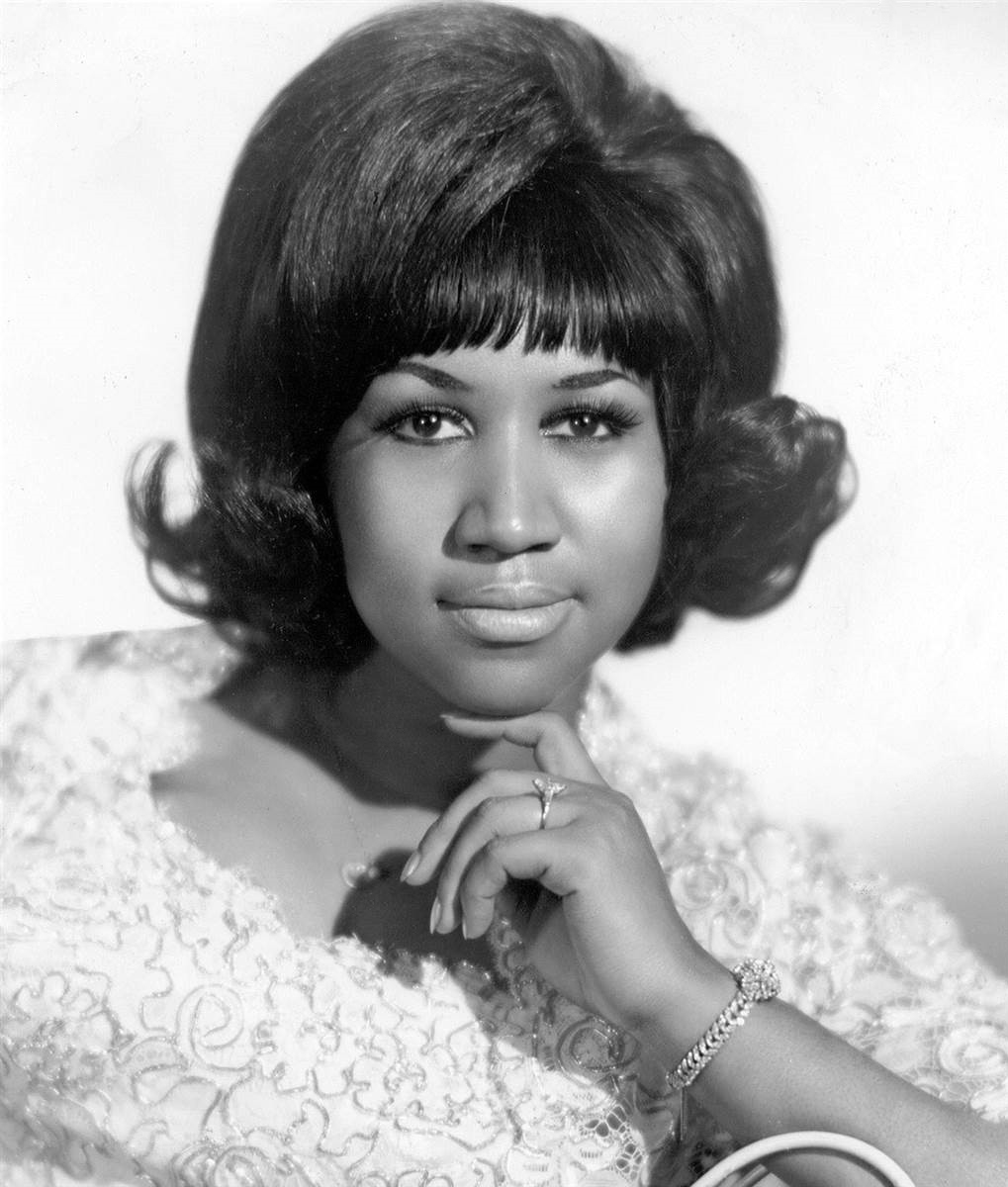
Com "Express Yourself", Madonna se tornou a segunda artista feminina com mais entradas no top 10 da lista da Billboard Hot 100, atrás apenas de Aretha Franklin (foto)

Nos Estados Unidos, "Express Yourself" foi o single de estreia mais alto no número 41 da Billboard Hot 100, para a edição de 3 de junho de 1989, e após quatro semanas alcançou o top dez da tabela, no número seis. Ele eventualmente chegou ao número dois, realizada no segundo posto por duas semanas pela canção, "If You Don't Know Me by Now" do Simply Red e na semana seguinte por "Toy Soldados" de Martika. "Express Yourself" esteve presente por um total de 16 semanas no Hot 100 e ficou em número 55 no gráfico de final de ano. A música alcançou o topo da tabela Dance Club Songs da Billboard, enquanto na tabela Hot Adult Contemporary, atingiu o pico fora dos dez primeiros, no número 12. Em agosto de 1989, A Recording Industry Association of America (RIAA) certificou o single como ouro, pela comercialiação de 500,000 unidades nos Estados Unidos. No Canadá, a música estreou no número 82 na tabela de singles da RPM e alcançou o topo na nona semana. Ele esteve presente na tabela por 17 semanas e foi o oitavo single mais vendido em solo canadense em 1989.
Na Austrália, "Express Yourself" estreou no ARIA no número 36 em 4 de junho de 1989. Após cinco semanas, a música alcançou a posição do número cinco na tabela, permanecendo lá por uma semana, antes de começar a descair. Ele esteve presente por um total de 19 semanas e foi certificado como ouro pela Australian Recording Industry Association (ARIA) ao exportar 35,000 cópias do single. Nas tabelas de final de ano da ARIA, "Express Yourself" foi o 28º single mais vendido de 1989. Na Nova Zelândia, a música estreou no número cinco no RIANZ, alcançando a posição no número dois, depois de três semanas. Ele esteve presente por um total de 12 semanas nessa tabela.
No Reino Unido, "Express Yourself" debutou na décima colocação da UK Singles Chart em 3 de junho de 1989, passando para a posição de número cinco na semana seguinte. "Express Yourself" foi a 20ª música mais vendida de 1989 no Reino Unido, com a British Phonographic Industry (BPI) o certificando como prata, pelas 200,000 réplicas do single no país. Segundo a Official Charts Company, a música vendeu 209,000 cópias lá. "Express Yourself" foi o sexto single de Madonna na tabela europeia European Hot 100 Singles, alcançando o topo em 1º de julho de 1989 e permanecendo no número um por três semanas. Na Bélgica, "Express Yourself" estreou no número 16 na tabela Ultratop em 10 de junho de 1989 e atingiu a posição de número três. Nos Países Baios, "Express Yourself" estreou no número 27 no Dutch Top 40 e atingiu o pico de cinco em 1º de julho de 1989. A música alcançou a posição de número três na Alemanha, onde permaneceu por duas semanas, antes de passar um total de 18 semanas. Na Suíça, "Express Yourself" foi uma das músicas de estreia mais alta lançadas em 11 de junho de 1989. Após sete semanas, a música alcançou o topo da tabela por uma semana, tornando-se o terceiro número de Madonna por lá.

### Tabelas semanais
| Tabela musical (1989)                 | Melhor posição |
| ------------------------------------- | -------------- |
| Alemanha (GfK Entertainment Charts)   | 3              |
| Austrália (ARIA Charts)               | 5              |
| Áustria (Ö3 Austria Top 40)           | 5              |
| Bélgica (Ultratop 50 de Flandres)     | 3              |
| Canadá (RPM Single Chart)             | 1              |
| Canadá (RPM Dance Singles)            | 1              |
| Espanha (PROMUSICAE)                  | 3              |
| Estados Unidos (Adult Contemporary)   | 12             |
| Estados Unidos (Billboard Hot 100)    | 2              |
| Estados Unidos (Hot Dance Club Songs) | 1              |
| Europa (European Hot 100 Singles)     | 1              |
| Finlândia (IFPI Finlândia)            | 1              |
| França (SNEP)                         | 7              |
| Irlanda (IRMA)                        | 3              |
| Noruega (VG-lista)                    | 4              |
| Nova Zelândia (Recorded Music NZ)     | 2              |
| Países Baixos (Dutch Top 40)          | 5              |
| Países Baixos (Single Top 100)        | 5              |
| Reino Unido (UK Singles Chart)        | 5              |
| Suécia (Sverigetopplistan)            | 3              |
| Suíça (Schweizer Hitparade)           | 1              |

| Tabela musical (1989)               | Posição |
| ----------------------------------- | ------- |
| Alemanha (GfK Entertainment Charts) | 32      |
| Australia (ARIA Singles Charts)     | 28      |
| Bélgica (Ultratop 50 de Flanders)   | 43      |
| Canadá (RPM)                        | 8       |
| Canadá (RPM Dance/Urban)            | 22      |
| Estados Unidos (Billboard Hot 100)  | 55      |
| Estados Unidos (Dance Club Songs)   | 12      |
| Europa (Hot 100 Singles)            | 21      |
| Nova Zelândia (Recorded Music NZ)   | 33      |
| Países Baixos (Dutch Top 40)        | 63      |
| Países Baixos (Single Top 100)      | 51      |
| Suíça (Schweizer Hitparade)         | 12      |

| Região                                                                                 | Certificação | Vendas   |
| -------------------------------------------------------------------------------------- | ------------ | -------- |
| Austrália (ARIA)                                                                       | Ouro         | 35,000^  |
| Brasil (Pro-Música Brasil)                                                             | Ouro         | 50,000*  |
| Estados Unidos (RIAA)                                                                  | Ouro         | 500,000^ |
| Países Baixos (NVPI)                                                                   | Ouro         | 75,000^  |
| Reino Unido (BPI)                                                                      | Platina      | 200,000^ |
| *vendas baseadas apenas na certificação ^distribuições baseadas apenas na certificação |              |          |